# 坂口紀代美
坂口 紀代美(さかぐち きよみ）は彫刻家。奈良市生まれ。日本美術家連盟会員。
作品は、ドイツ・ヴィルヘルム・レームブルック美術館、アメリカ合衆国・ポートランド大学付属美術館、デュッセルドルフ市等にコレクションされている。
2005年文化庁特別派遣芸術家としてドイツに渡ってから、毎年ドイツに赴き、ドイツやルクセンブルクを中心に個展を開催している。2013年は、イタリア半島のサンマリノに滞在し、大理石モニュメント「CARVING THE HISTORY OF FREEDOM」を現地制作した。
東京都練馬区大泉中島公園の21tのモニュメント「石舞台」で建設省都市局長賞受賞。巣鴨駅前商店街の「MADAMADA」「KOREKARA」、さいたま市大宮盆栽美術館玄関レリーフなど、東京を中心に建築や公園に多くのレリーフやモニュメントを設置している。
NHK教育テレビ「戦争と芸術　クレー　失われた絵」や、同じくNHK教育テレビの視点・論点「観光と感性」に出演。2009年より奈良市観光大使として活動している。

## コレクション
- ポートランド大学付属美術館 (USA)
- ヴィルヘルムレームブルック美術館 (Duisburg/GERMANY)
- デュッセルドルフ市(GERMANY)

## 展示歴
- 15 個展  東京ドイツ文化会館　OAGホール
- 13 個展　Galerie SIMONCINI（Luxenbourg）
- 11 個展　日独交流150周年事業展覧会(Düsseldorf/GERMANY)
- 11 Düsseldorf市文化局のアトリエにて2ヶ月間滞在制作
- 09  個展ドイツ帰国報告展（大阪淀屋橋/芝川ビルモダンテラス）
- 09  個展　Galerie SIMONCINI（Luxenbourg）
- 09  個展　Galerie NIAGARA(Dusseldorf/GERMANY)
- 09  デュッセルドルフ市文化局のアトリエにて、3ヶ月間滞在制作
- 06　個展　i-studio　(代官山/東京)
- 05  文化庁特別派遣芸術家として、ドイツ・デュッセルドルフに赴く。（受入れ先 Dünther Uecker)
- 05  個展　ギャラリーまつもり（奈良市）
- 02  個展　ギャラリー　サテライトⅡ　パリ（パリ市内／フランス）
- 01  個展　川崎法律事務所ギャラリー（奈良市）
- 00，96，93　個展　始弘画廊　（東京／南青山）
- 99，96　個展　竹屋画廊（鎌倉市）
- 98  個展　国際奈良学セミナーハウス内　旧世尊院（奈良市）
- 97  個展　ギャラリーシェール（宇都宮市）
- 95  個展　ギャラリー世都（東京）
- 94  個展　空想　ガレリア（東京／銀座）
- 93  個展　廣瀬画廊（松山市）
- 92  モダンアート協会奨励賞受賞、以後05年までモダンアート協会会員
- 83  モダンアート協会部門賞受賞

## 主な設置作品
- 中国吉林省図門江彫刻公園　招待作家として「赤あるいは血の絆」設置
- 東京都練馬区大泉中島公園 　1996年建設省都市局長賞　「石舞台」新小松石21t
- 大阪北野病院5Ｆロビー
- 奈良女子大学新講堂エントランスホール
- 奈良女子大学附属高校
- 医療法人サンライフ奈良
- 静岡市西ヶ谷総合運動場
- 町田　ラポール千寿閣　セントラポール教会
- 新潟市新食肉センター
- 川崎市了源寺慰霊の広場
- 東京都女性相談センター
- 函館ウィニングホテル
- 巣鴨駅前商店街モニュメント

## レリーフ設置抜粋
- 東京都女性相談センター
- 雄踏文化センター
- 押上.　同潤会アパート再開発(セトル中之郷）壁面
- 板橋花市場
- 秦野市立大根中学校体育館
- 北川辺中学校テラス外壁
- 東京都立葛飾野高等学校
- 栃木県足利市松田川
- 奈良県宇陀郡菟田野町笠神第2集合住宅
- さいたま市片柳コミュニティーセンター
- さいたま市大宮盆栽美術館

## グループ展
- 14. Two wemen Exhibition―EROSIONI― Ridotto del Teatro Titano,SAN MARINO
- 13.  PROJECT BERLIN ―FACTORY ART GALLERY, BERLIN―
- 奈良国際彫刻展2010. 明日香から奈良へ 奈良市大乗院庭園
- 98，96，94，92　　ダンテスカ国際ビエンナーレ（イタリア／ラヴェンナ）
- 95，94，93，92，90，89，87モダンアート明日への展望展出品（横浜市民ギャラリー.埼玉県立近代美術館）
- 90　現代代日本彫刻米国巡回展（ワンワールド　トレードセンター／ポートランド市.州立ポートランドステート大学附属美術館／コロンビア　アートセ   ンター／バンクーバー市.）
- 90，89，87，86　「WORK OF NATURAL SPIRITS」展　（京都市美術館２回.　大阪現代美術センター.　世田谷美術館ギャラリー）
- 85，84，83　　モダンアート新鋭作家選抜展出品（神奈川県民ギャラリー.宮城県県立美術館ギャラリー）
- '93, '94, '96, '98  関西モダンアート展（西宮市民ギャラリー.　徳島県立近代美術館・21世紀館.　高松市美  　　術館　米子市美術館）

## デザイン
- IASS国際空間構造会議名古屋2001.論文集、ＣＤ表紙、会議用バッグ等トータルデザイン
- PIARC国土交通省主催.国際冬季道路会議札幌大会.日本政府館ショルダーバッグデザイン

## 審査員
08.09.10.11.12 日本建築学会主催/形態創生コンテスト審査員(三田建築会館　12.のみ奈良女子大学記念講堂）

## 著作
- 「人と国土21」Vol30-6掲載　座談会「日本の風景を考える」国土計画協会発行
- 「人と国土21」Vol32-3掲載　「ドイツ・ランドシャフトパーク/感性を磨け！」国土計画協会発行